# Юськівці
Ю́ськівці — село  в Україні , у Лановецькій міській громаді Кременецького району Тернопільської області. Розташоване на річці Горинь, на сході району. До 1914 називалося Іськівці. До 2017 адміністративний центр Юськовецької сільської ради. Поблизу Юськівців є хутори Буйгори, Додатки та Кошелівка.
Населення — 1003 особи (2007).

## Історія
Поблизу села виявлено археологічні пам'ятки давньоруської культури.
Перша писемна згадка — 1442, за іншими даними — 1545.
1928 внаслідок пожежі згоріло 2-і вулиці.
12 червня 2020 року, відповідно до розпорядження Кабінету Міністрів України № 724-р «Про визначення адміністративних центрів та затвердження територій територіальних громад Тернопільської області» увійшло до складу Лановецької міської громади.
19 липня 2020 року, в результаті адміністративно-територіальної реформи та ліквідації Лановецького району, село увійшло до складу Кременецького району.

## Пам'ятки

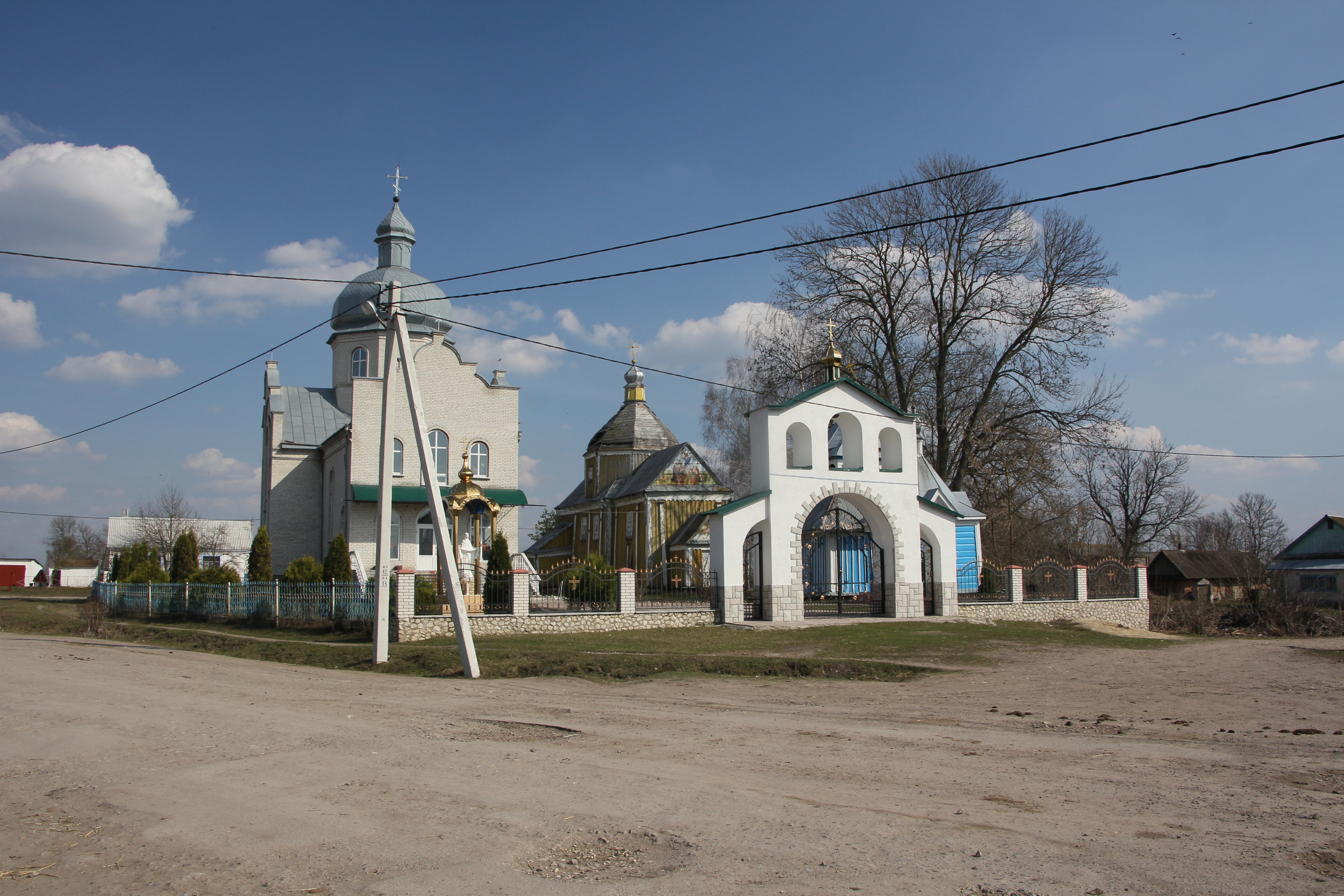
Стара дерев'яна поруч нової мурованої церкви

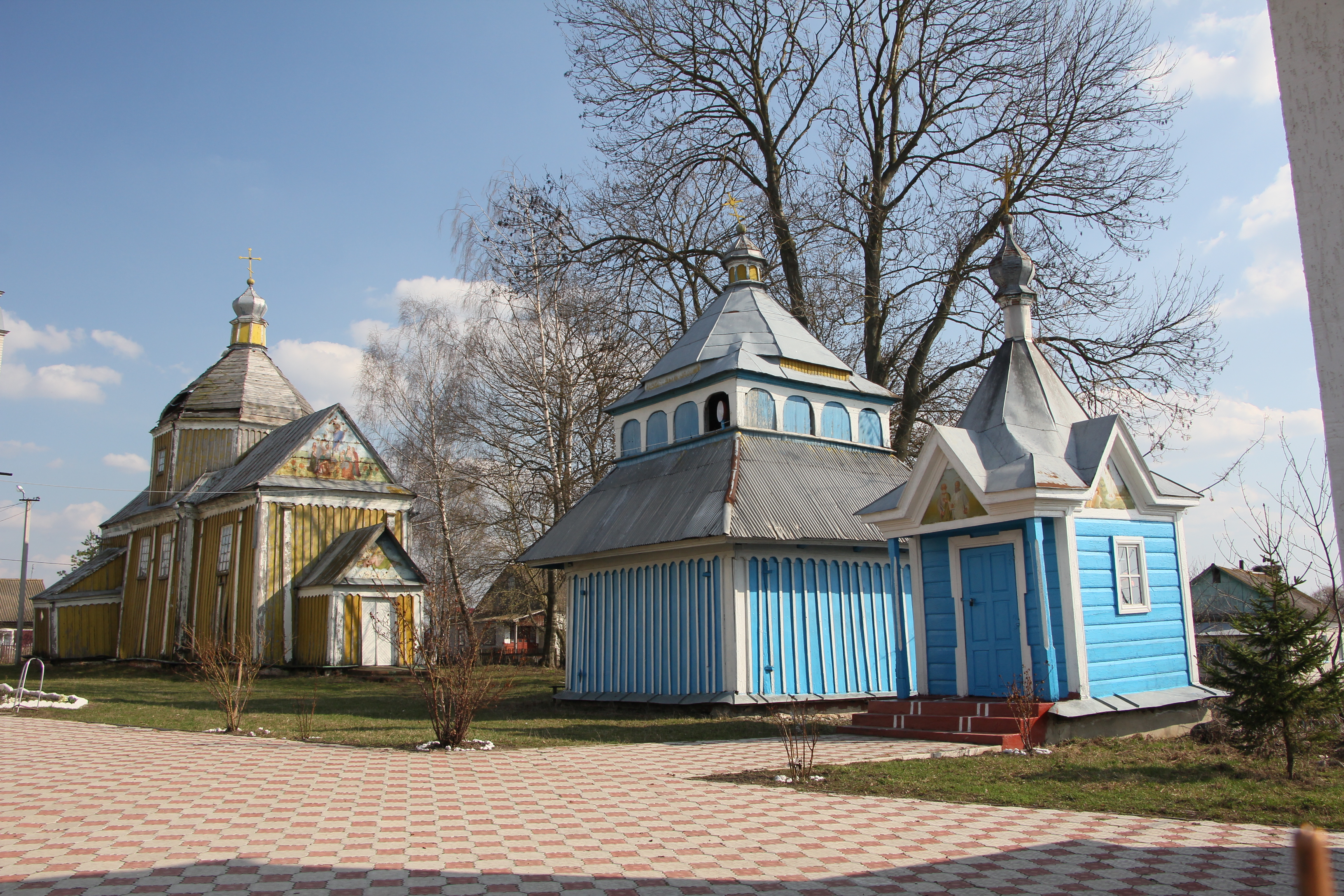
Дерев'яна церква

Є церква Вознесіння Господнього (1620, дерев'яна, 1760 перевезена з Кременця; 2006, мурована), каплиця.
Споруджено Дім молитви ХВЄ (1996).
Споруджено братську могилу воїнам РА (1958), пам'ятник воїнам-односельцям, полеглим у німецько-радянській війні (1986), встановлено 2 пам'ятні хрести.

## Соціальна сфера
Працюють загальноосвітня школа І-ІІІ ступенів, Будинок культури, бібліотека, ФАП, відділення зв'язку, музей історії села, торговельні заклади.

## Відомі люди

### Народилися
- Герой соціалістичної праці П. Кондратюк.

## Галерея

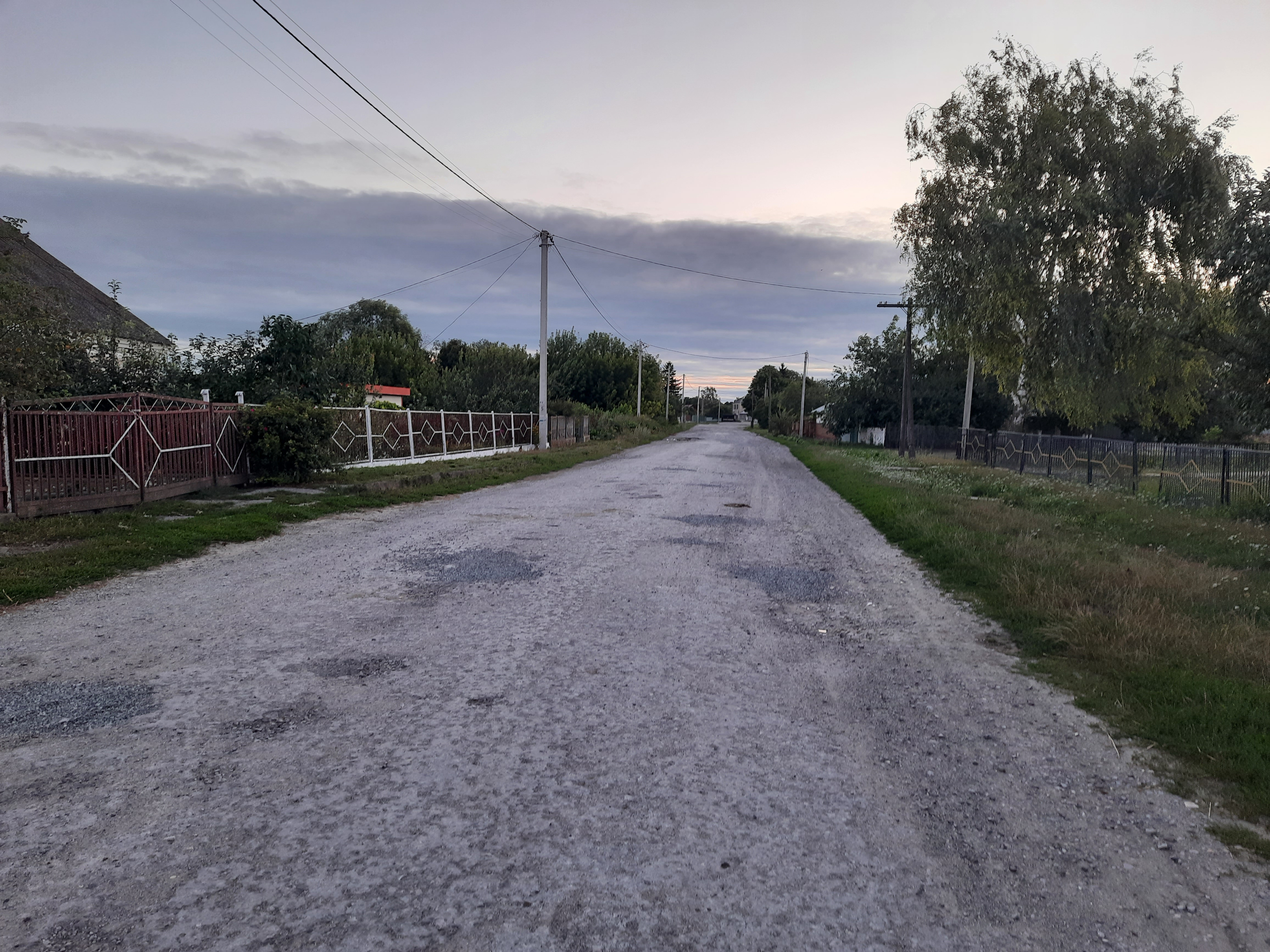
Сільська вулиця
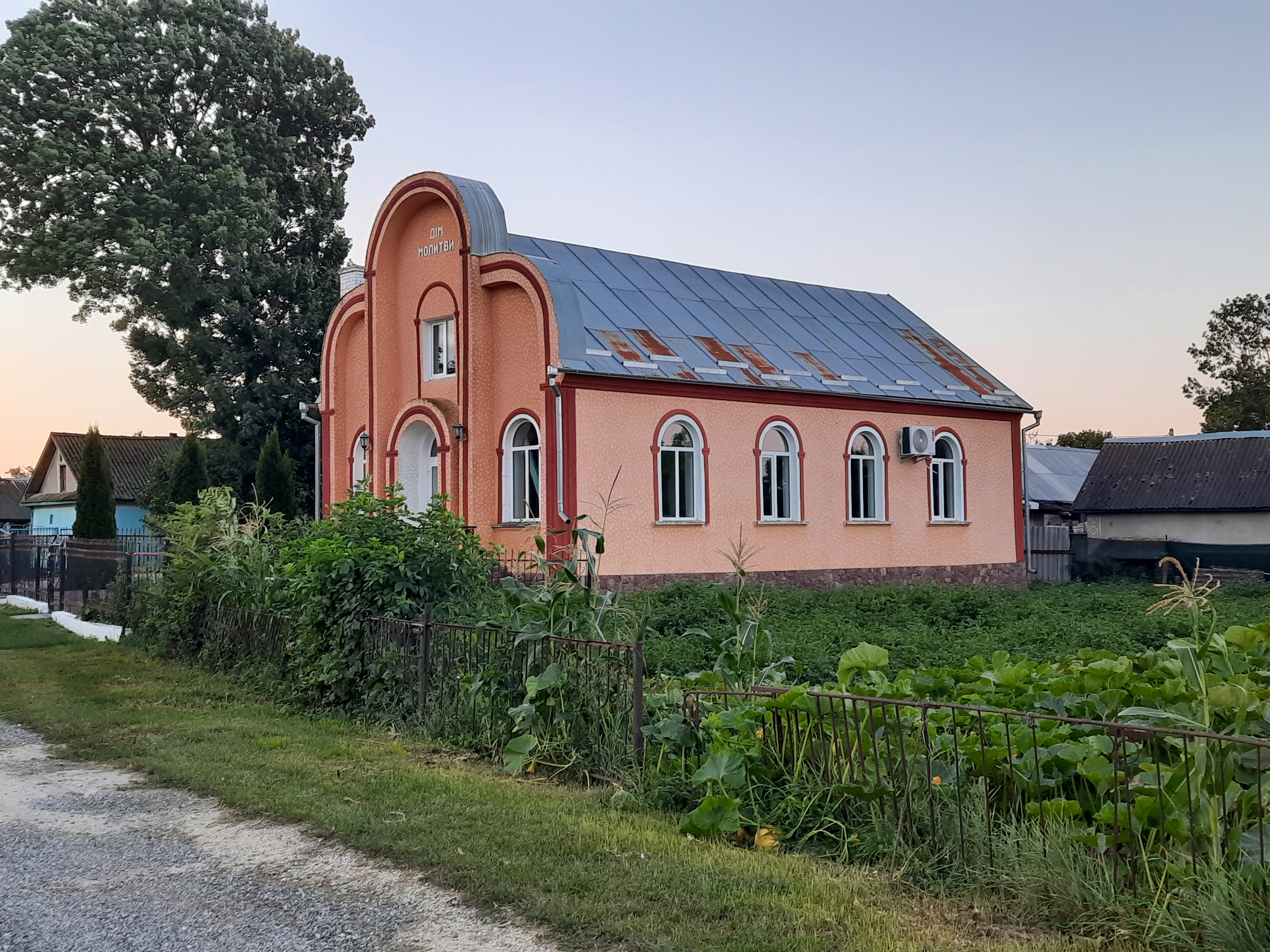
Дім молитви
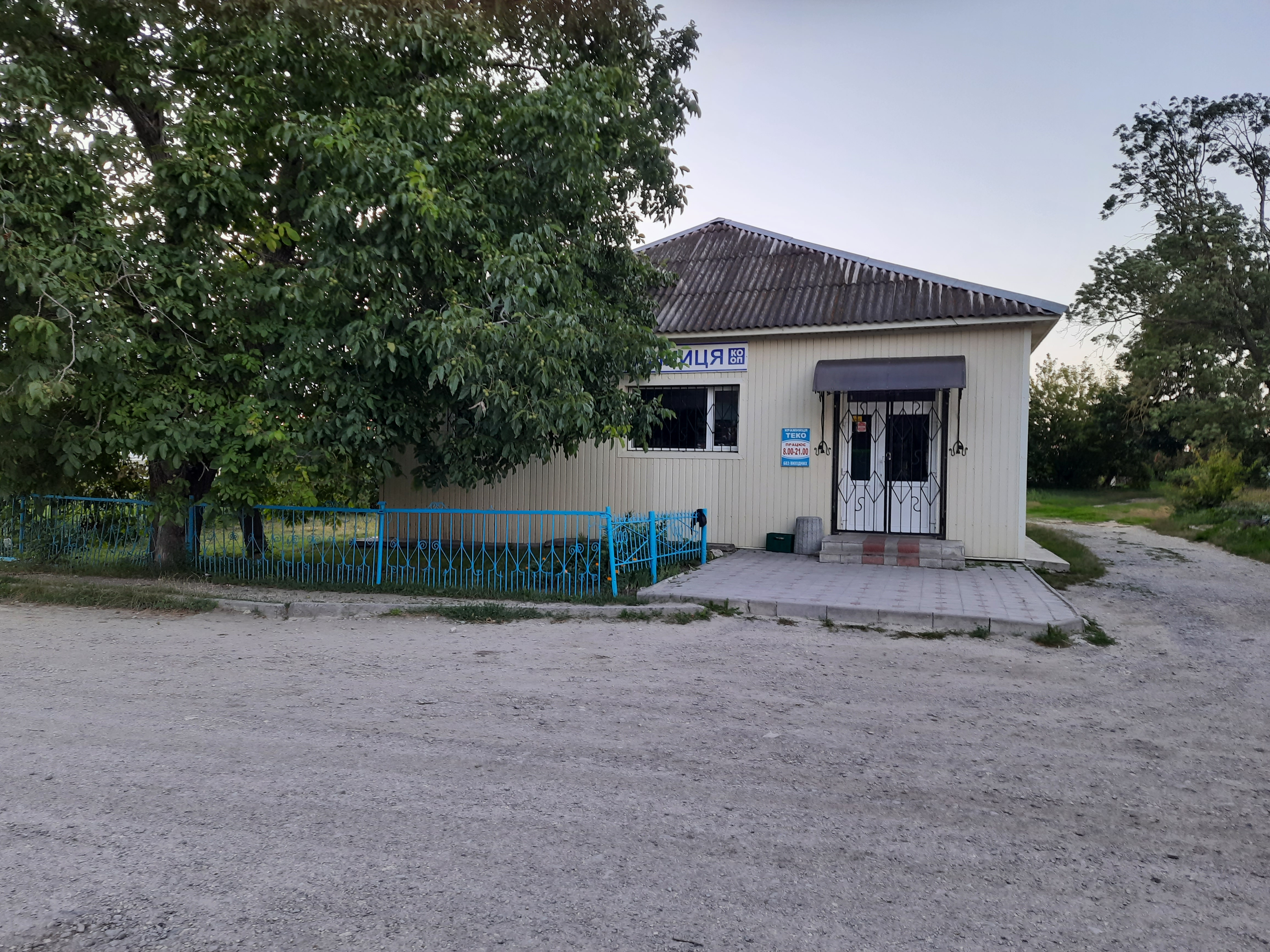
Крамниця
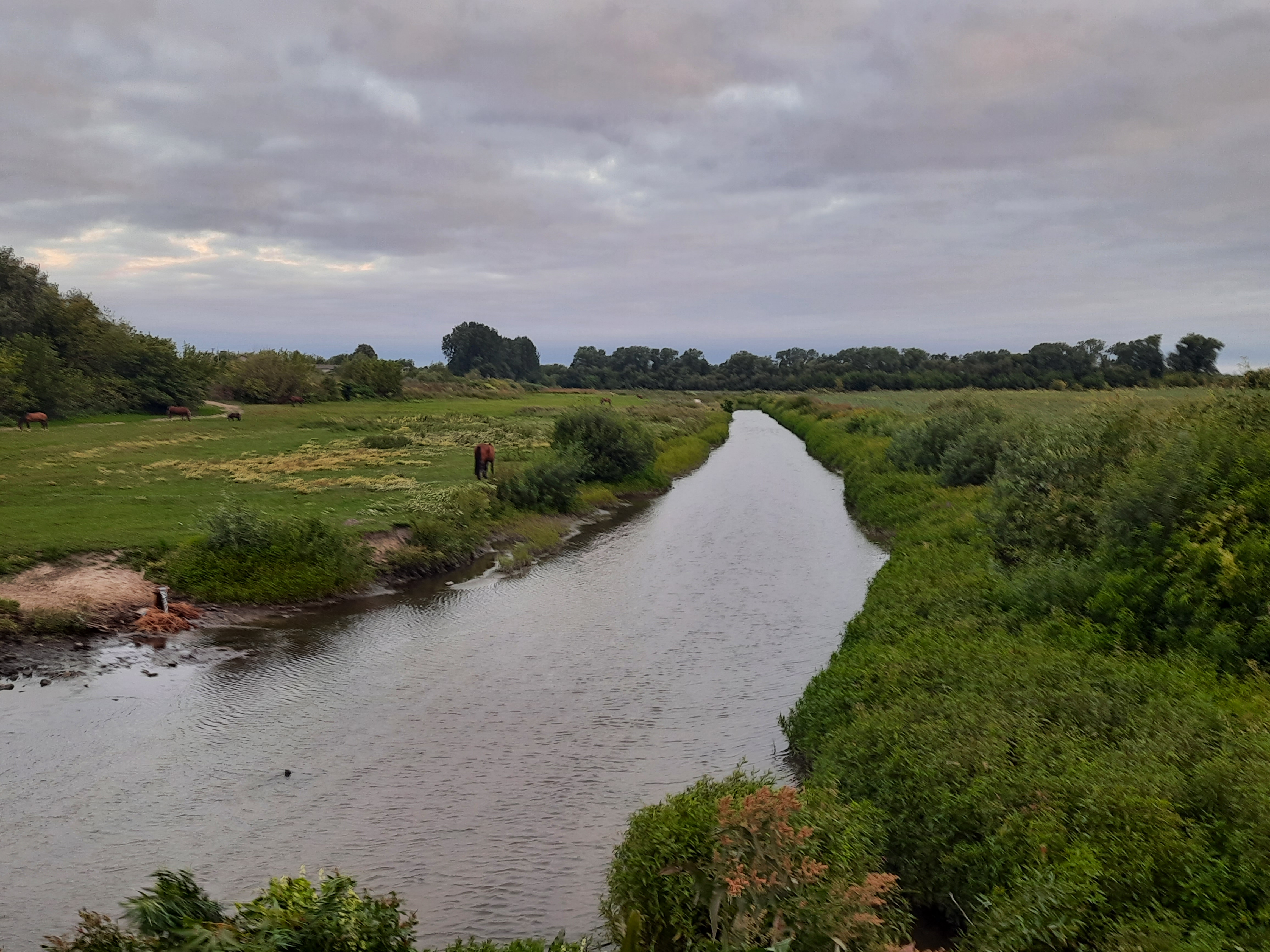
Річка Горинька біля села